# Ottavia Piccolo

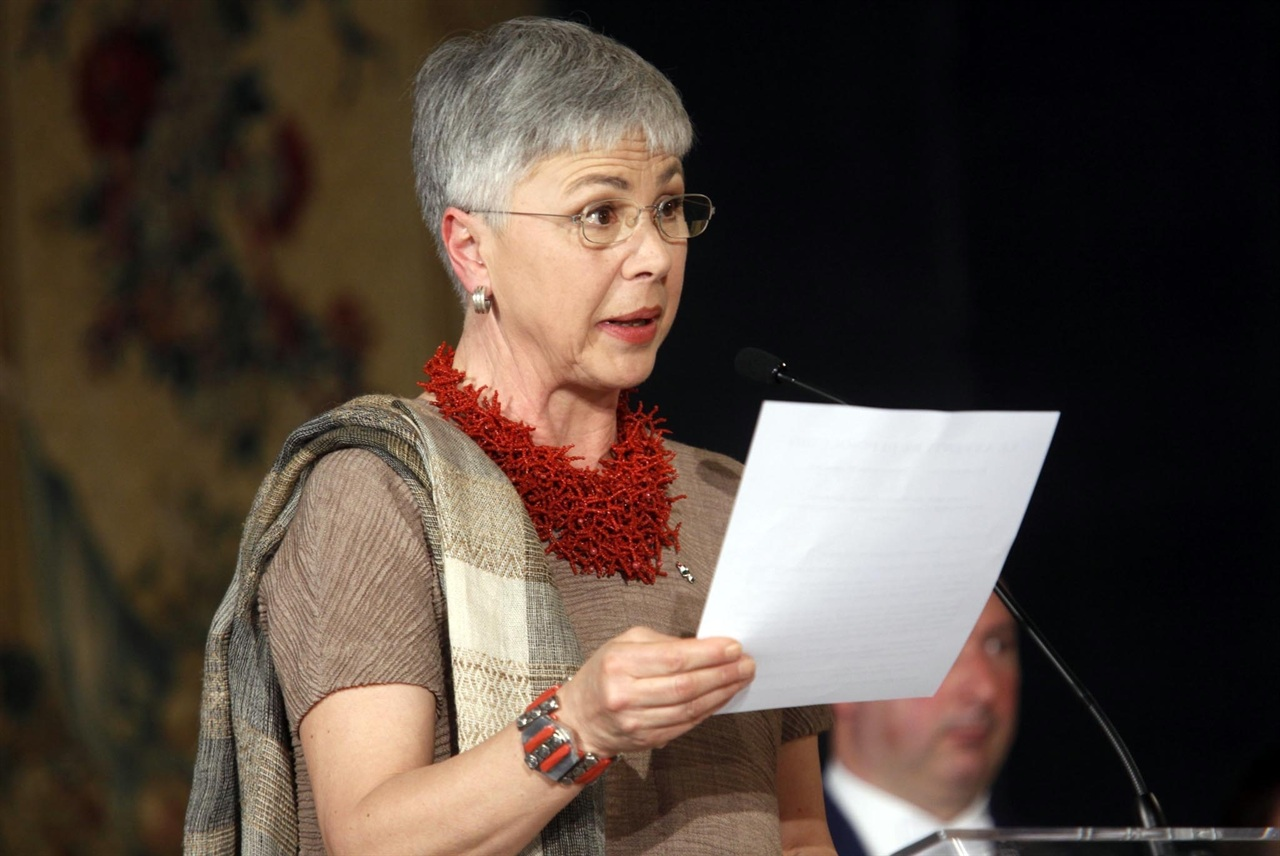
Ottavia Piccolo in Bubù (2011)

Ottavia Piccolo (* 9. Oktober 1949 in Bozen) ist eine italienische Theater- und Filmschauspielerin. Neben einer fünf Jahrzehnte währenden Bühnenkarriere trat sie in über 50 Film- und Fernsehrollen in Erscheinung. Für Mauro Bologninis Spielfilm Metello (1970) erhielt sie den Darstellerpreis der Internationalen Filmfestspiele von Cannes.

## Leben

### Theaterarbeit

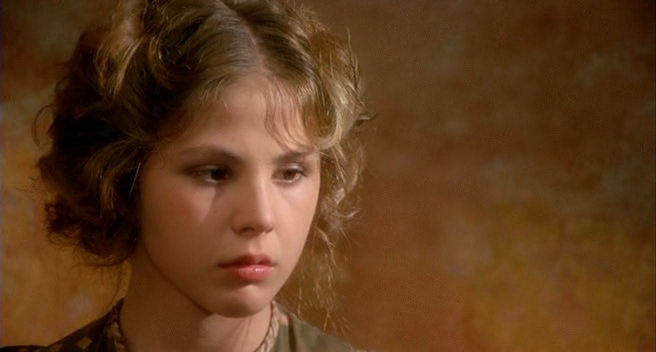
Ottavia Piccolo in Bubù (1971)

Ottavia Piccolo begann ihre Theaterlaufbahn bereits als Kind. Der Regisseur Luigi Squarzina vertraute ihr als Elfjährige die Rolle der taubblinden Helen Keller in William Gibsons Drama Der Weg ins Licht (1960/61) an, in dem sie an der Seite von Anna Proclemer zu sehen war. Daraufhin wurde Piccolo regelmäßig mit Rollen im Repertoire-Theater betraut. 1963 übernahm sie eine Hauptrolle in Bertolt Brechts Die Gesichte der Simone Machard. Im Alter von fünfzehn Jahren agierte sie unter der Regie von Giorgio Strehler in der Goldoni-Komödie Viel Lärm in Chiozza (1964/65), ein Jahr später spielte sie in Anton Tschechows Der Kirschgarten. Als Siebzehnjährige erhielt sie eine Rolle in Bernardo Divizzios erotischer Komödie La Calandra (1966/67), während sie im Verlauf ihrer Karriere mehrfach mit Squarzina und Strehler zusammenarbeiten sollte.
1968/69 erschien Piccolo in Luchino Viscontis Version von Egmont. 1972/73 übernahm sie mit Erfolg an der Seite von Tino Carraro die Rolle der Cordelia und die des Hofnarren in Strehlers Inszenierung von Shakespeares König Lear am Teatro Piccolo in Mailand. Squarzina setzte sie fünf Jahre später in Maß für Maß (1976/77) am Teatro di Roma in Szene. Bis heute ist sie als Theaterschauspielerin aktiv und es folgten unter anderem Rollen in Vittorio Alfieris Myrrha (1988, Regie: Luca Ronconi), Marivaux’ Überraschung der Liebe (1989 und 1990/91), während sie 1991 auf dem Festival Dei Due Mondi in Spoleto in den drei Monologen La moglie ebrea, La parrucca und La telefonata zu sehen war. In der Spielzeit 1993/94 war sie am Teatro Stabile del Friuli Venezia Giulia tätig, wo sie in Schillers Trauerspiel Kabale und Liebe und in Franz Grillparzers Medea erschien. Einen Publikumserfolg stellte 1997/98 ihre Leistung neben Paolo Villaggio in Molières Der Geizige am Mailänder Teatro Piccolo dar. Sechs Jahre später sorgte Piccolo beim Pariser Festival Les italiens mit dem halbstündigen Monolog Terra di latte e miele (Shabbat) für Aufsehen, mit dem sie gegen den Nahostkonflikt protestierte. Dieser Monolog stammte von der in Tel Aviv lebenden Corriere-della-Sera-Korrespondentin Manuela Dviri Vitali Norsa, die während der israelischen Intervention im Libanon ihren Sohn verloren hatte.

### Filmkarriere
Parallel zu ihrer Arbeit am Theater feierte Piccolo 1962 mit Vittorio Cottafavis Dostojewski-Adaption Le Notti bianche ihr Debüt im italienischen Fernsehen. Im Kino war sie erstmals ein Jahr später mit einer Nebenrolle in Luchino Viscontis Der Leopard vertreten. In dem preisgekrönten Drama war sie als Tochter eines alternden italienischen Fürsten (gespielt von Burt Lancaster) zu sehen. Daraufhin trat Piccolo regelmäßig im italienischen Kino in Erscheinung. Die erste Hauptrolle gab ihr Pietro Germi in Serafino, der Schürzenjäger (1968). In der gesellschaftskritischen Komödie ist sie als Objekt der Begierde des Titelhelden (gespielt von Adriano Celentano) zu sehen, der nach einer reichen Erbschaft den Neid der habgierigen Verwandtschaft zu spüren bekommt.
Einem internationalen Publikum wurde Piccolo erst 1970 durch die erneute Zusammenarbeit mit Mauro Bolognini bekannt. Der Regisseur, der sie bereits vier Jahre zuvor in Madamigella di Maupin (1966) in Szene gesetzt hatte, vertraute ihr die weibliche Hauptrolle in seinem Drama Metello an. Die Verfilmung des gleichnamigen Romans von Vasco Pratolini spielt im Florenz Ende des 19. Jahrhunderts und stellt den Sohn eines Anarchisten (gespielt von Massimo Ranieri) in den Mittelpunkt, der versucht, seinem Familienleben und seinen Idealen in Zeiten des politischen Umbruchs gerecht zu werden. Metello erhielt noch im selben Jahr eine Einladung in den Wettbewerb der 23. Internationalen Filmfestspiele von Cannes. Das Drama stand in der Gunst der Kritiker, mit dem sich Bolognini an die Seite der progressiven Regisseure Italiens stellte. Ebenso Anklang bei der Festival-Jury um den guatemaltekischen Literatur-Nobelpreisträger Miguel Ángel Asturias fand die Leistung von Piccolo. Der Part der Ersilia brachte der 20-Jährigen den Darstellerpreis des Filmfestivals ein, wo sie gegenüber so bekannten Aktricen wie Romy Schneider (Die Dinge des Lebens), Monica Vitti (Eifersucht auf italienisch) oder der später Oscar-nominierten Amerikanerin Sally Kellerman (MASH) den Vorzug erhielt.
Nach dem Erfolg von Metello, für den sie auch in ihrem Heimatland Anerkennung fand, arbeitete Piccolo erneut gemeinsam mit Mauro Bolognini und Massimo Ranieri an der Literaturverfilmung Bubu vom Montparnasse (1971). Daraufhin wandte sie sich dem internationalen Kino zu und sie wurde mit Hauptrollen in französischen Spielfilmen bedacht, darunter Pierre Granier-Deferres Simenon-Adaption Der Sträfling und die Witwe (1971) mit Simone Signoret und Alain Delon oder Jean-Marie Périers Antoine et Sébastien (1974), in der sie an der Seite von François Périer und Jacques Dutronc spielte. Erneut neben Delon sah man sie als verstoßene Adlige in Duccio Tessaris an den Tugenden des Mantel- und Degenfilms vorbeiinszenierten Zorro (1975). Nach der Titelrolle einer jungen Prostituierten in Claude Sautets preisgekröntem Beziehungsdrama Mado (1976) neben Michel Piccoli und Romy Schneider, wandte sich die Italienerin verstärkt dem Theater zu und trat ab den 1980er Jahren im italienischen Fernsehen in Erscheinung. Zehn Jahre später meldete sie sich mit dem Part der Adelina in Ettore Scolas Oscar-nominierten Spielfilm Die Familie (1987) zurück auf die Kinoleinwand. Die hochgelobte Chronik um eine römische Familie zwischen 1906 und 1986 brachte ihr das Nastro d’Argento (Silbernes Band) des Sindacato Nazionale Giornalisti Cinematografici Italiani ein. Seitdem war Piccolo wieder regelmäßig in italienischen und französischen Film- und Fernsehproduktionen zu sehen, unter anderem mit Hauptrollen in den erfolgreichen italienischen Serien Chiara e gli altri (1989) und Donna (1996).
Ottavia Piccolo ist seit 1974 mit dem Journalisten Claudio Rossoni verheiratet. Aus der Verbindung ging ein gemeinsames Kind (* 1975) hervor. Neben ihrer Karriere als Schauspielerin arbeitete sie in Italien auch als Synchronsprecherin und lieh unter anderem der Figur der Prinzessin Leia in George Lucas’ Science-Fiction-Saga Star Wars ihre Stimme. Im September 2008 erhielt sie den renommierten Premio Eleonora Duse für ihr Lebenswerk zugesprochen.

## Filmografie (Auswahl)
- 1963: Der Leopard (Il gattopardo)
- 1966: Madamigella di Maupin
- 1968: Faustina
- 1968: Serafino, der Schürzenjäger (Serafino)
- 1969: Zwölf plus eins (Una su 13)
- 1970: Metello
- 1971: Bubu vom Montparnasse (Bubù)
- 1971: Ein Fischzug für 300 Millionen (Un'anguilla da trecento milioni)
- 1971: Wild C.A.T.S. (Un aller simple)
- 1971: Der Sträfling und die Witwe (La veuve Couderc)
- 1971: Trastevere
- 1972: Uccidere in silenzio
- 1972: La Cosa buffa
- 1973: L’Histoire très bonne et très joyeuse de Colinot Trousse-Chemise
- 1974: Antoine et Sébastien
- 1975: Zorro
- 1976: Mado
- 1982: Die Kartause von Parma (La certosa di Parma) (Fernsehserie)
- 1986: Mino – Ein Junge zwischen den Fronten (Mino) (Fernsehserie)
- 1987: Sposi
- 1987: Da grande
- 1987: Die Familie (La famiglia)
- 1989: Chiara e gli altri (Fernsehserie)
- 1990: Nel giardino delle rose
- 1991: Condominio
- 1993: Zeit des Zorns (Il lungo silenzio)
- 1995: Alles Schwindel (Bidoni)
- 1996: Donna (Fernsehserie)
- 1996: Marciando nel buio
- 2004: Tu la conosci Claudia?
- 2009: Una sera d'ottobre (Fernsehserie)
- 2014: Una buona stagione (Fernsehserie)

## Auszeichnungen
Internationale Filmfestspiele von Cannes
- 1970: Beste Darstellerin für Metello

David di Donatello
- 1970: Spezialpreis für ihre Darstellung in Metello
- 1995: nominiert als Beste Nebendarstellerin für Alles Schwindel

Sindacato Nazionale Giornalisti Cinematografici Italiani
- 1971: Nastro d’Argento als Beste Hauptdarstellerin für Metello
- 1987: Nastro d’Argento als Beste Nebendarstellerin für Die Familie